# كلود أليغر
كلود أليغر (بالفرنسية: Claude Allègre)‏ (31 مارس 1937 - 4 يناير 2025)، هو سياسي وعالم فرنسي من مواليد 1937 في باريس، كان عضو في الحزب الاشتراكي الفرنسي، شغل منصب وزير التربية الوطنية من 4 يونيو 1997 إلى 28 مارس 2000.

## حياته العلمية
المجال العلمي الرئيسي لكلود أليغر هو الجيوكيمياء. شارك في تأليف مقدمة للكيمياء الأرضية في عام 1974. ومنذ الثمانينيات، أخذ ينشر الكتب العلمية والسياسية الشعبية بشكل أساسي.
في عام 1976، خاض كلود وعالم البراكين هارون تازييف مناقشة شديدة وعميقة حول ما إذا كان يجب على السكان إخلاء المناطق المحيطة ببركان لا سفير في غوادلوب. ذهب كلود الذي كان يتحدث خارج مجال خبرته الفورية إلى ضرورة إجلاء السكان، في حين ذهب تازييف أن البركان غير ضار لأن جميع التحليلات تشير إلى وجود ثوران تدفقي يحت مع عدم وجود علامة على الصهارة الطازجة. في جزء من الحذر، قررت السلطات اتباع نصيحة أليغر وإجلاء السكان. لم ينتج عن الثوران أي ضرر، باستثناء الاضطراب الكبير للغاية الناتج عن عملية الإخلاء نفسها. طرد ألجيري بصفته مدير معهد الفيزياء في دواغلوب بباريس تيزييف من ذلك المعهد. استمر الجدل لسنوات عديدة بعد نهاية الثوران، وانتهى به المطاف في المحكمة.
كان باحثًا ذو مكانة عالية في مجال الفيزياء ويُستشهد بأبحاثه بكثرة. تقاعد وتقلصت أبحاثه بشكل كبير بسبب نوبة قلبية تعرض لها عام 2013، ولكنه احتفظ بمكانة فذة في معهد الفيزياء في باريس (معهد الجيوفيزياء في باريس).

## الحياة السياسية
كلود هو عضو سابق في الحزب الاشتراكي الفرنسي ويشتهر بشكل كبير بين الجمهور العام لمسؤولياته السياسية السابقة، والتي تشمل العمل كوزير للتعليم في فرنسا في مجلس جوسبان من 4 يونيو عام 1997 إلى مارس عام 2000، عندما استُبدل ببجاك لانغ. أدّى إنفاقه غير المبرر في كثير من الأحيان ضد أعضاء هيئة التدريس، فضلا عن إصلاحاته، إلى تقليل شعبيته على نحو متزايد في عالم التعليم. ة في عام 1996 ، نشر كلود هزيمة أفلاطون، الذي وصفه عالم الرياضيات بيير شابيرا في طبعة ربيع 1997 من مجلة الذكاء الرياضي بأنه واحد من أكثر المقالات وحشية ضد الفكر النظريز
في الفترة التي سبقت الانتخابات الرئاسية الفرنسية عام 2007، أيد ليونيل جوسبان، ثم دومينيك ستراوس كان، من أجل الترشيح عن الحزب الاشتراكي، وفي النهاية وقف مع الاشتراكية السابق جان بيير شيفيمونت سيغولين رويال. عندما قررت شيفيمونت عدم الترشح، رفض ذلك علنًا وبشكل مثير للجدل.دعم طلب رويال للترشح للرئاسة، مشيرًا إلى اختلافات الآراء حول الطاقة النووية، والكائنات المعدلة وراثيًا وأبحاث الخلايا الجذعية. أصبح في وقت لاحق على مقربة من الرئيس المحافظ نيكولا ساركوزي.

## الجوائز والتكريمات
- زميل أجنبي في الأكاديمية الوطنية للعلوم عام 1985[17]
- جائزة جولدشميت عام 1986
- جائزة كرافورد في الجيولوجيا مع جيرالد ج. واسربورج عام 1986
- عضو فخري أجنبي في الأكاديمية الأمريكية للفنون والعلوم عام 1987[18]
- ميدالية ولاستون من جمعية لندن الجيولوجية عام 1987
- الميدالية الذهبية من المركز الوطني الفرنسي للبحث العلمي عام 1994[19]
- جائزة الأكاديمية الفرنسية للعلوم عام 1995
- ميدالية وليام بووي عام 1995